# Бурибеков, Динасилбек
Динасилбек Бурибеков (каз. Дінасылбек Бөрібеков; род. 1922 год, село Узынкудук) — бригадир совхоза «Большевик» Кировского района Чимкентской области, Казахская ССР. Герой Социалистического Труда (10.12.1973).

## Биография
Родился в 1922 году в крестьянской семье в селе Узынкудук. Трудовую деятельность начал в 1941 году. Участвовал в Великой Отечественной войне. С 1946 по 1975 года — разнорабочий, бригадир совхоза «Большевик» Кировского района Чимкентской области.
Возглавлял бригаду по возделыванию хлопка. Бригада Динасилбека Бкрибекова выполнила задания Девятой пятилетки (1971—1975) досрочно в 1973 году. Указом Президиума Верховного Совета СССР от 10 декабря 1973 за получение высокой продуктивности животноводства в 1947 году при выполнении колхозом обязательных поставок сельскохозяйственных продуктов и плана развития животноводства удостоен звания Героя Социалистического Труда с вручением ордена Ленина и золотой медали «Серп и Молот».
Участвовал во Всесоюзной выставке ВДНХ в Москве, где получил золотую и серебряную медали.
С 1975 года — заведующий отделения совхоза в Мактааральском районе.
Награды
- Орден Ленина
- Орден Октябрьской Революции